# Ilombe Mboyo
Ilombe Mboyo (Kinshasa, 22 april 1987) is een Belgisch profvoetballer van Congolese afkomst die doorgaans als aanvaller speelt. 

## Carrière

### Jeugd
Ilombe Mboyo (bijgenaamd petit Pelé, de kleine Pelé) kwam als kind met zijn familie naar België. Zijn eerste club was Zellik Sport. Op zijn tiende sloot hij zich aan bij RSC Anderlecht, waar hij een ploegmaat werd van onder meer Dries Mertens en Vincent Kompany. Wegens te moeilijk gedrag werd hij er al snel weggestuurd. Mboyo belandde bij de verkeerde jongens en maakte deel uit van Mafia Africaine, een Afrikaanse jeugdbende die de straten van Matonge onveilig maakte. Wat voetbal betreft, belandde Mboyo via Eendracht Aalst in 2005 bij Club Brugge. Op zijn zeventiende werd hij echter veroordeeld tot 7 jaar effectief en 3 jaar voorwaardelijk wegens geweldpleging en groepsverkrachting van een 14-jarig meisje.

### Sporting Charleroi
Mboyo zat vast in Sint-Gillis en Vorst maar vroeg zelf om overgeplaatst te worden naar de gevangenis van Itter. Hij wist dat daar het project "Foot en Prison" liep. Trainer van dat project was Pierre Bodenghien, die ook scout was voor Sporting Charleroi. Hij merkte Mboyo meteen op en via de tussenkomst van Mogi Bayat kwam Ilombe 3 jaar vervroegd vrij, wegens goed gedrag.
Mboyo begon zijn profcarrière bij Charleroi. Hij liet zich veelal opmerken door zijn dribbelvaardigheid en kracht. Mboyo speelde een 40-tal wedstrijden voor de club die hem opviste uit de gevangenis.

### KV Kortrijk
Zijn invalbeurten bij Charleroi waren eigenlijk bedoeld om hem in het uitstalraam te zetten. De spits werd in 2010 voor zes maanden uitgeleend aan het West-Vlaamse KV Kortrijk. Hij presteerde zo goed in de voorbereiding, dat Kortrijk nog voor het seizoensbegin de optie lichtte en hem een contract aanbood tot 2014. Hij bleef er uiteindelijk maar één seizoenshelft, waarin hij zesmaal scoorde en goed was voor vijf assists.

### KAA Gent
Mboyo's prestaties vielen ook op bij andere clubs en in de winterstop van het seizoen 2010/11 tekende Mboyo bij KAA Gent een contract tot eind 2015.
Hij maakte zijn debuut voor Gent op 4 februari 2011 tegen Lierse SK. 
Mboyo groeide snel uit tot een vaste waarde bij de Buffalo's en kreeg in oktober 2012 zelfs de aanvoerdersband. Begin december kwam hij echter in opspraak na zijn slechte prestatie tegen Waasland-Beveren. Mboyo miste in dat duel op nonchalante wijze een strafschop, waarna hij door de supporters van Gent op de korrel werd genomen. De Gentse aanvoerder begon het publiek tijdens het duel uit te dagen en werd na de wedstrijd zelfs fysiek aangepakt door enkele supporters. Mboyo excuseerde zich voor het incident en leverde zijn aanvoerdersband in. Enkele dagen later, voor de thuiswedstrijd tegen Anderlecht, bood Mboyo bijgestaan door voorzitter Ivan De Witte nogmaals zijn verontschuldigingen aan. In januari 2013 kreeg hij de aanvoerdersband terug. Mboyo maakte op 23 mei 2013 zijn twintigste treffer van het seizoen 2012/13. Het was tevens het laatste doelpunt ooit in het Jules Ottenstadion.
Tijdens de zomer van 2013 stond Mboyo in de belangstelling van onder meer RSC Anderlecht en enkele Engelse clubs, waaronder Hull City en West Ham United. De Brusselaars boden te weinig volgens het bestuur van Gent, dat naar verluidt een transferprijs van 5 à 6 miljoen euro voor ogen had. Standard Luik deed een bod van 4 miljoen euro, maar ook dat werd afgewezen. West Ham United haakte af vanwege de criminele feiten uit Mboyo's verleden. Door het uitblijven van een transfer werkte de spits de eerste twee speeldagen van de competitie af bij Gent.

### KRC Genk
Op 7 augustus 2013 tekende Mboyo een contract voor vier seizoenen bij KRC Genk. De Limburgers betaalden tussen 4 en 4,5 miljoen euro voor de spits, een record voor de club. Op 11 augustus 2013 maakte hij tegen Standard zijn officieel debuut voor Genk. Mboyo mocht na 70 minuten invallen voor Khaleem Hyland.
Aanvankelijk kon de spits op een basisplaats rekenen onder trainer Mario Been. Op 1 september 2013 scoorde hij tegen zijn ex-club Charleroi zijn eerste doelpunt voor Genk. Twee weken later was de aanvaller twee keer trefzeker tegen Zulte Waregem. Genk steeg in die periode naar de tweede plaats in het klassement. Niet veel later raakte Mboyo geblesseerd, waardoor hij een groot deel van het seizoen miste. Pas in december 2013 keerde hij terug in het elftal, maar Genk was op dat ogenblik al ver weggezakt. Bovendien kon hij niet langer op een basisplaats rekenen. Met nog enkele wedstrijden te gaan in de reguliere competitie werd Been ontslagen en Emilio Ferrera in dienst genomen als diens opvolger. Onder Ferrera veroverde Mboyo opnieuw een basisplaats, waarop de aanvaller verklaarde dat hij "in één uur (onder Ferrera) meer had bijgeleerd dan in de laatste maanden (onder Been)." Door die ongelukkige uitspraak, zijn slechte prestaties en slechte relatie met aanvoerder Jelle Vossen viel hij al snel uit de gratie van de supporters.
In het seizoen 2014/15 zocht Vossen andere oorden op, waardoor Mboyo de belangrijkste spits van het elftal werd. Maar door een blessure miste de aanvaller opnieuw een groot deel van het seizoen. Genk slaagde er bovendien voor het tweede jaar op rij niet in om sportieve successen te boeken. In de zomer van 2015 besloot de club om Mboyo naar de C-kern te verwijzen.

### FC Sion
In de zomer van 2015 tekende Mboyo een driejarig contract bij FC Sion. Door aanhoudend blessureleed kwam hij er het eerste anderhalf jaar lang nauwelijks in actie. In januari 2017 tekende hij voor 6 maanden een huurovereenkomst bij Cercle Brugge. Na zijn uitleenbeurt verlengde Mboyo zijn contract bij FC Sion.

### KV Kortrijk
In juli 2018 tekende Mboyo een tweejarig contract met optie voor 1 jaar bij KV Kortrijk. Na een half seizoen basisspeler geweest te zijn werd hij in januari 2019 voor een half seizoen uitgeleend aan Al-Raed uit Saoedi-Arabië. Na dit half seizoen keerde Mboyo terug naar Kortrijk waar hij opnieuw uitgroeide tot een belangrijke ervaren speler.

### STVV
Nadat zijn contract bij Kortrijk in juni 2021 dreigde af te lopen besliste de club Mboyo in januari 2021 te verkopen aan reeksgenoot Sint-Truidense VV. Mboyo tekende bij de Limburgse club een contract tot juni 2023. Op 10 januari 2021 debuteerde hij in de competitiewedstrijd tegen Club Brugge, Mboyo mocht in de 81ste minuut invallen voor Christian Brüls, deze maakte tevens ook zijn debuut voor STVV. Eén week later scoorde hij zijn eerste doelpunt voor de club en had zo een belangrijk aandeel in de 3-1 overwinning tegen Oud-Heverlee Leuven.

### Terug naar KAA Gent
Mboyo begon nog aan seizoen 2021-22 bij STVV. Op de laatste transferdag werd de spits alsnog voorgesteld bij KAA Gent als nieuwe speler. STVV ontving een transfersom van een half miljoen euro. Mboyo werd op 19 februari 2022 echter al weer ontslagen bij KAA Gent, na aantijgingen van huiselijk geweld en competitievervalsing.

## Interlandcarrière
Op 8 oktober 2012 werd Mboyo door bondscoach Marc Wilmots voor de eerste keer opgeroepen voor de Rode Duivels, meer bepaald voor de WK-kwalificatiewedstrijden tegen Servië en Schotland. In de pers werd de selectie van Mboyo in vraag gesteld door zijn crimineel verleden. Ook de Britse pers dook in het verleden van de Belgische spits. Mboyo mocht net voor affluiten invallen tegen Schotland en maakte zo zijn officieel debuut voor de nationale ploeg.

## Schandalen
- Ilombe Mboyo werd in 2005 veroordeeld tot een celstraf van zeven jaar, voor groepsverkrachting en geweldpleging. Mboyo was toen lid van de Afrikaanse jeugdbende Mafia Africaine (MAF) uit de Matongéwijk en jeugdspeler bij Club Brugge. Een 14-jarig meisje werd vier dagen opgesloten en verkracht. Mboyo werd veroordeeld tot 7 jaar effectief en 3 jaar voorwaardelijk. Hij was toen amper 17 jaar oud, maar hij werd berecht als een volwassene.[20]
- In september 2021 werd Mboyo door Roland Duchâtelet, gewezen voorzitter van Standard Luik, openlijk beschuldigd van wedstrijdvervalsing tijdens de play-offs van het seizoen 2013-2014. Volgens Duchatelet zou Mboyo horloges hebben uitgedeeld aan zijn ploegmaats bij RC Genk om hen extra te motiveren in een wedstrijd tegen Club Brugge. Hierdoor zou Anderlecht bevoordeeld worden ten nadele van competitieleider en titelkandidaat Standard. In 2023 achtte het gerecht noch de voetbalcel de feiten bewezen. Na een klacht van Mboyo wegens laster en eerroof werd Duchatelet in mei 2025 doorverwezen naar de Brusselse correctionele rechtbank voor lasterlijke aantijgingen.[21]
- In December 2023 werd Mboyo in Brussel licht gewond bij een schietpartij waarbij een drugsbendeleider werd geviseerd.[20]

## Trivia
- Mboyo heeft een neef, Geoffrey Mujangi Bia, die ook bij Charleroi speelde. De twee speelden samen bij FC Sion.
- Hoewel Mboyo's bijnaam Petit Pelé luidt, is hij 13 centimeter groter dan Pelé.

## Clubstatistieken
| Seizoen     | Club               | Competitie              | Competitie | Competitie | Competitie | Beker | Beker | Beker | Internationaal | Internationaal | Internationaal | Totaal | Totaal | Totaal |
| Seizoen     | Club               | Competitie              | Wed.       | Dlp.       | Ass.       | Wed.  | Dlp.  | Ass.  | Wed.           | Dlp.           | Ass.           | Wed.   | Dlp.   | Ass.   |
| ----------- | ------------------ | ----------------------- | ---------- | ---------- | ---------- | ----- | ----- | ----- | -------------- | -------------- | -------------- | ------ | ------ | ------ |
| 2008/09     | Sporting Charleroi | Jupiler Pro League      | 15         | 3          | 2          | 0     | 0     | 0     | —              | —              | —              | 15     | 3      | 2      |
| 2009/10     | Sporting Charleroi | Jupiler Pro League      | 25         | 0          | 2          | 1     | 0     | 0     | —              | —              | —              | 26     | 0      | 2      |
| Club Totaal | Club Totaal        | Club Totaal             | 40         | 3          | 4          | 1     | 0     | 0     | 0              | 0              | 0              | 41     | 3      | 4      |
| 2010/11     | KV Kortrijk        | Jupiler Pro League      | 21         | 6          | 5          | 2     | 0     | 0     | —              | —              | —              | 23     | 6      | 5      |
| Club Totaal | Club Totaal        | Club Totaal             | 21         | 6          | 5          | 2     | 0     | 0     | 0              | 0              | 0              | 23     | 6      | 5      |
| 2010/11     | KAA Gent           | Jupiler Pro League      | 12         | 2          | 3          | 1     | 1     | 0     | —              | —              | —              | 13     | 3      | 3      |
| 2011/12     | KAA Gent           | Jupiler Pro League      | 32         | 14         | 8          | 3     | 0     | 0     | —              | —              | —              | 35     | 14     | 8      |
| 2012/13     | KAA Gent           | Jupiler Pro League      | 34         | 20         | 5          | 3     | 1     | 0     | —              | —              | —              | 37     | 21     | 5      |
| 2013/14     | KAA Gent           | Jupiler Pro League      | 2          | 1          | 0          | 0     | 0     | 0     | —              | —              | —              | 2      | 1      | 0      |
| Club Totaal | Club Totaal        | Club Totaal             | 80         | 37         | 16         | 7     | 2     | 0     | 0              | 0              | 0              | 87     | 39     | 16     |
| 2013/14     | KRC Genk           | Jupiler Pro League      | 24         | 5          | 5          | 1     | 0     | 0     | 4              | 0              | 0              | 29     | 5      | 5      |
| 2014/15     | KRC Genk           | Jupiler Pro League      | 19         | 8          | 5          | 1     | 0     | 0     | —              | —              | —              | 20     | 8      | 5      |
| Club Totaal | Club Totaal        | Club Totaal             | 43         | 13         | 10         | 2     | 0     | 0     | 4              | 0              | 0              | 49     | 13     | 10     |
| 2015/16     | FC Sion            | Raiffeisen Super League | 0          | 0          | 0          | 0     | 0     | 0     | —              | —              | —              | 0      | 0      | 0      |
| 2016/17     | FC Sion            | Raiffeisen Super League | 0          | 0          | 0          | 0     | 0     | 0     | —              | —              | —              | 0      | 0      | 0      |
| Club Totaal | Club Totaal        | Club Totaal             | 0          | 0          | 0          | 0     | 0     | 0     | 0              | 0              | 0              | 0      | 0      | 0      |
| 2016/17     | → Cercle Brugge    | Proximus League         | 10         | 4          | 2          | 0     | 0     | 0     | —              | —              | —              | 10     | 4      | 2      |
| Club Totaal | Club Totaal        | Club Totaal             | 10         | 4          | 2          | 0     | 0     | 0     | 0              | 0              | 0              | 10     | 4      | 2      |
| 2017/18     | FC Sion            | Raiffeisen Super League | 24         | 4          | 3          | 2     | 2     | 0     | —              | —              | —              | 26     | 6      | 3      |
| Club Totaal | Club Totaal        | Club Totaal             | 24         | 4          | 3          | 2     | 2     | 0     | 0              | 0              | 0              | 26     | 6      | 3      |
| 2018/19     | KV Kortrijk        | Jupiler Pro League      | 20         | 7          | 4          | 2     | 0     | 0     | —              | —              | —              | 22     | 7      | 4      |
| Club Totaal | Club Totaal        | Club Totaal             | 41         | 13         | 9          | 4     | 0     | 0     | 0              | 0              | 0              | 45     | 13     | 9      |
| 2018/19     | → Al-Raed          | Professional League     | 13         | 2          | 1          | 0     | 0     | 0     | —              | —              | —              | 13     | 2      | 1      |
| Club Totaal | Club Totaal        | Club Totaal             | 13         | 2          | 1          | 0     | 0     | 0     | 0              | 0              | 0              | 13     | 2      | 1      |
| 2019/20     | KV Kortrijk        | Jupiler Pro League      | 27         | 8          | 2          | 4     | 1     | 0     | —              | —              | —              | 31     | 9      | 2      |
| 2020/21     | KV Kortrijk        | Jupiler Pro League      | 19         | 8          | 4          | 0     | 0     | 0     | —              | —              | —              | 19     | 8      | 4      |
| Club Totaal | Club Totaal        | Club Totaal             | 87         | 29         | 15         | 8     | 1     | 0     | 0              | 0              | 0              | 95     | 30     | 15     |
| 2020/21     | STVV               | Jupiler Pro League      | 15         | 4          | 2          | 1     | 0     | 0     | —              | —              | —              | 16     | 4      | 2      |
| 2021/22     | STVV               | Jupiler Pro League      | 6          | 1          | 1          | 0     | 0     | 0     | —              | —              | —              | 6      | 1      | 1      |
| Club Totaal | Club Totaal        | Club Totaal             | 21         | 5          | 3          | 1     | 0     | 0     | 0              | 0              | 0              | 22     | 5      | 3      |
| 2021/22     | KAA Gent           | Jupiler Pro League      | 8          | 1          | 0          | 1     | 1     | 0     | 4              | 0              | 1              | 13     | 2      | 1      |
| Club Totaal | Club Totaal        | Club Totaal             | 88         | 38         | 16         | 8     | 3     | 0     | 4              | 0              | 1              | 100    | 41     | 17     |
| TOTAAL      | TOTAAL             | TOTAAL                  | 326        | 98         | 54         | 22    | 6     | 0     | 8              | 0              | 1              | 356    | 104    | 55     |

### Interlands
| Interlands van Mboyo Ilombe voor België | Interlands van Mboyo Ilombe voor België | Interlands van Mboyo Ilombe voor België | Interlands van Mboyo Ilombe voor België | Interlands van Mboyo Ilombe voor België | Interlands van Mboyo Ilombe voor België |
| №                                       | Datum                                   | Wedstrijd                               | Uitslag                                 | Soort wedstrijd                         | Doelpunten                              |
| Als speler bij AA Gent                  | Als speler bij AA Gent                  | Als speler bij AA Gent                  | Als speler bij AA Gent                  | Als speler bij AA Gent                  | Als speler bij AA Gent                  |
| --------------------------------------- | --------------------------------------- | --------------------------------------- | --------------------------------------- | --------------------------------------- | --------------------------------------- |
| 1.                                      | 16 oktober 2012                         | België - Schotland                      | 2 - 0                                   | Kwalificatie WK 2014                    | -                                       |
| 2.                                      | 14 november 2012                        | Roemenië - België                       | 2 - 1                                   | Vriendschappelijk                       | -                                       |
| Totaal                                  | Totaal                                  | Totaal                                  | Totaal                                  | Totaal                                  | 0                                       |